# Google Cloud
Google Cloud (Nube de Google) es una plataforma que ha reunido todas las aplicaciones de desarrollo web que Google estaba ofreciendo por separado. Es utilizada para crear ciertos tipos de soluciones a través de la tecnología almacenada en la nube y permite por ejemplo destacar la rapidez y la escalabilidad de su infraestructura en las aplicaciones del buscador.
Google Cloud se refiere al espacio virtual a través del cual se puede realizar una serie de tareas que antes requerían de hardware o software y que ahora utilizan la nube de Google como única forma de acceso, almacenamiento y gestión de datos.
Google ofrece una variedad de servicios basados en la nube. Google Cloud Print permite imprimir desde la web, el escritorio o dispositivo móvil sin la necesidad de un sistema operativo en particular o controladores. En su lugar, envías el documento a cualquier impresora conectada a la nube. Google también ofrece espacio en la nube para desarrolladores de bases de datos SQL para crear aplicaciones, así como para los usuarios de Microsoft Office que deseen editar colaborativamente documentos de Word, PowerPoint y Excel, sin necesidad de la utilización de un cliente local.

## Productos
Google enumera más de 100 productos bajo la marca Google Cloud. Algunos de los servicios clave se enumeran a continuación:

### Computación
- App Engine – Plataforma como servicio para desplegar aplicaciones desarrolladas con lenguajes de programación Java, PHP.js Node, Python, C#, .Net, Ruby y Go.
- Compute Engine: infraestructura como servicio para ejecutar máquinas virtuales Microsoft Windows y Linux.
- Google Kubernetes Engine (GKE) o GKE on-premise ofrecidos como parte de la plataforma Anthos[2][3]  – Contenedores como servicio basados en Kubernetes.
- Funciones en la nube: funciona como servicio para ejecutar código basado en eventos escrito en Node.js, Java, Python o Go.
- Cloud Run – Entorno de ejecución de cómputo basado en Knative.[4] Se ofrece como Cloud Run (totalmente administrado) o como Cloud Run para Anthos.  Actualmente es compatible con la administración de GCP, AWS y VMware.[5]

### Almacenamiento y bases de datos
- Cloud Storage – almacenamiento de objetos con almacenamiento en caché perimetral integrado para almacenar datos no estructurados.
- Cloud SQL – Base de datos como servicio basada en MySQL, PostgreSQL y Microsoft SQL Server.
- Cloud Bigtable – servicio de base de datos NoSQL administrado.[6]
- Cloud Spanner – servicio de base de datos relacional, altamente consistente y escalable horizontalmente.[7]
- Cloud Datastore – Base de datos NoSQL para aplicaciones web y móviles.[8]
- Persistent Disk – bloques de almacenamiento para máquinas virtuales de Compute Engine.
- Cloud Memorystore – almacén de datos en memoria administrado basado en Redis y Memcached.[9]
- Local SSD – almacenamiento en bloque local, transitorio y de alto rendimiento.
- Filestore – almacenamiento de archivos de alto rendimiento para usuarios de Google Cloud.[10]
- AlloyDB – Servicio de base de datos PostgreSQL totalmente administrado.[11]

### Redes
- VPC – Virtual Private Cloud para gestionar la red definida por software de recursos en la nube.
- Cloud Load Balancing – servicio administrado definido por software para equilibrar la carga del tráfico.
- Cloud Armor – firewall de aplicaciones web para proteger las cargas de trabajo de ataques DDoS.
- Cloud CDN – red de entrega de contenido basada en los puntos de presencia de borde distribuidos globalmente de Google.
- Cloud Interconnect – servicio para conectar un centro de datos con Google Cloud Platform
- Cloud DNS – servicio de alojamiento de DNS administrado y autorizado que se ejecuta en la misma infraestructura que Google.
- Network Service Tiers – opción para elegir el nivel de red premium frente al nivel de red estándar para una red de mayor rendimiento.

### Big Data
- BigQuery – almacén de datos empresariales gestionado y escalable para análisis.[12]
- Cloud Dataflow – servicio gestionado basado en Apache Beam para el procesamiento de datos por secuencias y lotes.[13]
- Cloud Data Fusion – un servicio ETL gestionado basado en la plataforma de aplicaciones de datos Cask de código abierto.[14]
- Dataproc – plataforma de big data para ejecutar trabajos de Apache Hadoop y Apache Spark.[15]
- Cloud Composer – servicio de orquestación de flujo de trabajo administrado basado en Apache Airflow.[16]
- Cloud Datalab – Herramienta para la exploración de datos, análisis, visualización y aprendizaje automático. Se trata de un servicio de Jupyter Notebook totalmente administrado.[17]
- Cloud Dataprep – servicio de datos basado en Trifacta para explorar, limpiar y preparar visualmente los datos para su análisis.[17]
- Cloud Pub/Sub – servicio de ingesta de eventos escalable basado en colas de mensajes.[18]
- Cloud Data Studio – Herramienta de inteligencia empresarial para visualizar datos a través de cuadros de mando e informes.[19]
- Looker – plataforma de inteligencia empresarial utilizada para ofrecer valor a través de paneles en tiempo real, información integrada y aplicaciones personalizadas.[20][21]

### Cloud AI
- Cloud AutoML – servicio para entrenar e implementar modelos personalizados de aprendizaje automático. A partir de septiembre de 2018, el servicio está en Beta.[22]
- Cloud TPU – aceleradores utilizados por Google para entrenar modelos de aprendizaje automático.[23]
- Motor de aprendizaje automático en la nube – servicio administrado para entrenar y crear modelos de aprendizaje automático basados en marcos convencionales.[24]
- Cloud Talent Solution (anteriormente Cloud Job Discovery) – servicio basado en las capacidades de búsqueda y aprendizaje automático de Google para el ecosistema de reclutamiento.[25]
- Dialogflow Enterprise – Entorno de desarrollo basado en el aprendizaje automático de Google para construir interfaces conversacionales.[26]
- Cloud Natural Language – Servicio de análisis de texto basado en modelos de Google Deep Learning.[27]
- Cloud Speech-to-Text – servicio de conversión de voz a texto basado en el aprendizaje automático.[28]
- Cloud Text-to-Speech – servicio de conversión de texto a voz basado en el aprendizaje automático.[29]
- API de traducción en la nube – servicio para traducir dinámicamente entre miles de pares de idiomas disponibles.
- Cloud Vision API – Servicio de análisis de imágenes basado en machine learning.[30]
- Cloud Video Intelligence – Servicio de análisis de vídeo basado en machine learning.[31]

### Herramientas de gestión
- Suite de operaciones (anteriormente Stackdriver) – Monitoreo, registro, rastreo y diagnóstico para aplicaciones en Google Cloud Platform.[32]
- Cloud Deployment Manager – Herramienta para desplegar recursos de Google Cloud Platform definidos en plantillas creadas en YAML, Python o Jinja2.[33]
- Cloud Console – interfaz web para administrar los recursos de Google Cloud Platform.
- Cloud Shell – acceso a la línea de comandos del shell basado en navegador para administrar los recursos de Google Cloud Platform.
- Aplicación móvil Cloud Console – aplicación para Android e iOS para administrar los recursos de Google Cloud Platform.
- Cloud API – API para acceder mediante programación a los recursos de Google Cloud Platform.

### Internet de las cosas (IoT)
- Cloud IoT Core – conexión segura de dispositivos y servicio de administración para Internet de las cosas.
- Edge TPU – ASIC especialmente diseñado para ejecutar inferencias en el borde. A partir de septiembre de 2018, este producto está en versión beta privada.
- Cloud IoT Edge – lleva la IA a la capa de computación perimetral.

### Plataforma API
- Plataforma de mapas – API para mapas, rutas y lugares basados en Google Maps.
- Plataforma API de Apigee – plataforma de gestión del ciclo de vida para diseñar, proteger, implementar, supervisar y escalar API.
- Monetización de API – herramienta para que los proveedores de API creen modelos de ingresos, informes, pasarelas de pago e integraciones de portales para desarrolladores.
- Portal del desarrollador – plataforma de autoservicio para que los desarrolladores publiquen y administren API.
- API Analytics – servicio para analizar programas basados en API a través de la supervisión, medición y administración de API.
- Apigee Sense – habilita la seguridad de la API al identificar y alertar a los administradores sobre comportamientos sospechosos de la API.
- Cloud Endpoints – un proxy basado en NGINX para implementar y administrar API.
- Infraestructura de servicios – un conjunto de servicios fundamentales para crear productos de Google Cloud.

## Regiones y zonas
Una región es una ubicación geográfica específica donde los usuarios pueden implementar recursos en la nube. Cada región es un área geográfica independiente que consta de zonas.
Una zona es un área de implementación de recursos de Google Cloud Platform dentro de una región. Las zonas deben considerarse un único dominio de error dentro de una región. La mayoría de las regiones tienen tres o más zonas.
A fecha de tercer trimestre de 2023, Google Cloud Platform está disponible en 39 regiones y 118 zonas. Esta es una lista de esas regiones y zonas:
| Nombre de la región     | Fecha de lanzamiento | Ubicación                           | Zonas                                                                               |
| ----------------------- | -------------------- | ----------------------------------- | ----------------------------------------------------------------------------------- |
| us-west1                | S3, 2016             | Dallas, OR, Estados Unidos          | - us-west1-a - us-west1-b - us-west1-c                                              |
| us-west2                | S3, 2018             | Los Angeles, CA, Estados Unidos     | - us-west2-a - us-west2-b - us-west2-c                                              |
| us-west3                | S1, 2020             | Salt Lake City, UT, Estados Unidos  | - us-west3-a - us-west3-b - us-west3-c                                              |
| us-west4                | S1, 2020             | Las Vegas, NV, Estados Unidos       | - us-west4-a - us-west4-b - us-west4-c                                              |
| us-central1             |                      | Council Bluffs, IA, Estados Unidos  | - us-central1-a - us-central1-b - us-central1-c - us-central1-f                     |
| us-east1                | S4, 2015             | Moncks Corner, SC, Estados Unidos   | - us-east1-a - us-east1-b - us-east1-c                                              |
| us-east4                | S2, 2017             | Ashburn, VA, Estados Unidos         | - us-east4-a - us-east4-b - us-east4-c                                              |
| us-east5                | S2, 2022             | Columbus, OH, Estados Unidos        | - us-east5-a - us-east5-b - us-east5-c                                              |
| us-south1               | S2, 2022             | Dallas, TX, Estados Unidos          | - us-south1-a - us-south1-b - us-south1-c                                           |
| northamerica-northeast1 | S1, 2018             | Montreal, QC, Canadá                | - northamerica-northeast1-a - northamerica-northeast1-b - northamerica-northeast1-c |
| northamerica-northeast2 | S3, 2021             | Toronto, ON, Canadá                 | - northamerica-northeast2-a - northamerica-northeast2-b - northamerica-northeast2-c |
| southamerica-east1      | S3, 2017             | Sao Paulo, SP, Brasil               | - southamerica-east1-a - southamerica-east1-b - southamerica-east1-c                |
| southamerica-west1      | S3, 2021             | Santiago, Chile                     | - southamerica-west1-a - southamerica-west1-b - southamerica-west1-c                |
| europe-west1            |                      | St. Ghislain, Bélgica               | - europe-west1 - europe-west2 - europe-west3                                        |
| europe-west2            | S2, 2017             | London, Reino Unido                 | - europe-west2-a - europe-west2-b - europe-west2-c                                  |
| europe-west3            | S3, 2017             | Frankfurt, Alemania                 | - europe-west3-a - europe-west3-b - europe-west3-c                                  |
| europe-west4            | S1, 2018             | Eemshaven, Países Bajos             | - europe-west4-a - europe-west4-b - europe-west4-c                                  |
| europe-west6            | S1, 2019             | Zurich, Suiza                       | - europe-west6-a - europe-west6-b - europe-west6-c                                  |
| europe-west8            | S2, 2022             | Milan, Italia                       | - europe-west8-a - europe-west8-b - europe-west8-c                                  |
| europe-west9            | S2, 2022             | Paris, Francia                      | - europe-west9-a - europe-west9-b - europe-west9-c                                  |
| europe-west10           | S3, 2023             | Berlin, Alemania                    | - europe-west10-a - europe-west10-b - europe-west10-c                               |
| europe-west12           | S1, 2023             | Turin, Italia                       | - europe-west12-a - europe-west12-b - europe-west12-c                               |
| europe-central2         | S2, 2021             | Warzaw, Polonia                     | - europe-central2-a - europe-central2-b - europe-central2-c                         |
| europe-north1           | S2, 2018             | Hamina, Finlandia                   | - europe-north1-a - europe-north1-b - europe-north1-c                               |
| europe-southwest1       | S2, 2022             | Madrid, España                      | - europe-southwest1-a - europe-southwest1-b - europe-southwest1-c                   |
| me-west1                | S4, 2022             | Tel Aviv, Israel                    | - me-west1-a - me-west1-b - me-west1-c                                              |
| me-central1             | S2, 2023             | Doha, Catar                         | - me-central1-a - me-central1-b - me-central1-c                                     |
| asia-south1             | S4, 2017             | Mumbai, India                       | - asia-south1-a - asia-south1-b - asia-south1-c                                     |
| asia-south2             | S2, 2021             | Delhi, India                        | - asia-south2-a - asia-south2-b - asia-south2-c                                     |
| asia-southeast1         | S2, 2017             | Jurong West, Singapur               | - asia-southeast1-a - asia-southeast1-b - asia-southeast1-c                         |
| asia-southeast2         | S2, 2020             | Yakarta, Indonesia                  | - asia-southeast2-a - asia-southeast2-b - asia-southeast2-c                         |
| asia-east2              | S3, 2018             | Hong Kong, Hong Kong                | - asia-east2-a - asia-east2-b - asia-east2-c                                        |
| asia-east1              | S2, 2013             | Changhua County, República de China | - asia-east1-a - asia-east1-b - asia-east1-c                                        |
| asia-northeast1         | S4, 2016             | Tokyo, Japón                        | - asia-northeast1-a - asia-northeast1-b - asia-northeast1-c                         |
| asia-northeast2         | S2, 2019             | Osaka, Japón                        | - asia-northeast2-a - asia-northeast2-b - asia-northeast2-c                         |
| asia-northeast3         | S1, 2020             | Seoul, Corea del Sur                | - asia-northeast3-a - asia-northeast3-b - asia-northeast3-c                         |
| australia-southeast1    | S3, 2017             | Sydney, Australia                   | - australia-southeast1-a - australia-southeast1-b - australia-southeast1-c          |
| australia-southeast2    | S2, 2021             | Melbourne, Australia                | - australia-southeast2-a - australia-southeast2-b - australia-southeast2-c          |

## Similitud con los servicios de otros proveedores de servicios en la nube
Para aquellos que estén familiarizados con otros proveedores de servicios en la nube destacados, una comparación de servicios similares puede resultar útil para comprender las ofertas de Google Cloud Platform.
| Google Cloud Platform    | Amazon Web Services               | Microsoft Azure          | Oracle Cloud                     |
| ------------------------ | --------------------------------- | ------------------------ | -------------------------------- |
| Google Compute Engine    | Amazon EC2                        | Azure Virtual Machines   | Oracle Cloud Infra OCI           |
| Google App Engine        | AWS Elastic Beanstalk             | Azure App Services       | Oracle Application Container     |
| Google Kubernetes Engine | Amazon Elastic Kubernetes Service | Azure Kubernetes Service | Oracle Kubernetes Service        |
| Google Cloud Bigtable    | Amazon DynamoDB                   | Azure Cosmos DB          | Oracle NoSQL Database            |
| Google BigQuery          | Amazon Redshift                   | Azure Synapse Analytics  | Oracle Autonomous Data Warehouse |
| Google Cloud Functions   | AWS Lambda                        | Azure Functions          | Oracle Cloud Fn                  |
| Google Cloud Datastore   | Amazon DynamoDB                   | Azure Cosmos DB          | Oracle NoSQL Database            |
| Google Cloud Storage     | Amazon S3                         | Azure Blob Storage       | Oracle Cloud Storage OCI         |